# فيليب كلاين (رجل أعمال)
فيليب كلاين (بالفرنسية: Philippe Klein)‏ هو شخصية أعمال فرنسي، ولد في 1957 في فرنسا.